# Тархівка (платформа)
Тархівка (фін. Seppälänkylä, Сеппялянкюля — Присілок коваля) — платформа (колишній роз'їзд) Сестрорецького напрямку Жовтневої залізниці, в історичному районі Тархівка міста Сестрорецьк (Курортний район Санкт-Петербурга). Розташована на одноколійній дільниці між платформами  Олександрівська та Розлив, на перегоні Лисичин Ніс — Сестрорецьк.
На платформі зупиняються всі електропоїзди, що прямують через неї.
Платформа була влаштована одночасно з пуском дільниці Роздільна — Сестрорецьк Приморської Санкт-Петербург-Сестрорецької залізниці 26 листопада 1894 року.
1 червня 1952 року Сестрорецька лінія була електрифікована.